# 德沃里奇纳市镇
德沃里奇纳镇级市镇（烏克蘭語：Дворічанська селищна громада），是乌克兰哈爾科夫州庫皮揚斯克區的一个市镇，行政中心为德沃里奇納。市镇面积为1113.3平方公里，人口数量为16,568人（2020年）。

## 聚居点
该市镇包括4个镇和51个村庄。

### 镇列表
- 德沃里奇納
- 德沃里昌斯凯
- 德沃里奇内
- 托波利镇（烏克蘭語：Тополі (селище)）

### 村莊列表
- 貝雷斯托韋
- 波赫丹尼夫斯凱
- 博洛希夫卡
- 瓦西里齊夫卡
- 大維塞洛克
- 維利沙納
- 沃佳內
- 霍羅布伊夫卡
- 赫拉科韋
- 赫里亞尼基夫卡
- 多布羅柳比夫卡
- 多夫亨凱
- 扎帕德内
- 伊万尼夫卡
- 卡姆揚卡
- 卡夏尼夫卡
- 科洛佳茲內
- 第一克拉斯內
- 庫蒂基夫卡
- 第一利曼
- 第二利曼
- 第一洛佐瓦
- 第二洛佐瓦
- 馬利齊夫卡
- 馬休蒂夫卡
- 梅奇尼科韋
- 米科拉伊夫卡
- 米特羅法尼夫卡
- 內日丹尼夫卡
- 新瓦西里夫卡
- 新葉霍里夫卡
- 新姆林斯克
- 新烏日維尼夫卡
- 奧布希夫卡
- 奧德拉德內
- 巴甫利夫卡
- 马努伊利夫卡
- 彼得里夫卡
- 彼得里夫斯凯
- 彼得羅-伊萬尼夫卡
- 皮斯基
- 皮先卡
- 普萊斯卡奇夫卡
- 普特尼科韋
- 里德科杜布
- 斯特羅伊夫卡
- 塔維利然卡
- 泰爾內
- 托卡里夫卡
- 托波利村
- 菲霍利夫卡